# Simon le Myroblyte
Simon le Myroblyte vécut au XIIIe siècle. Il est le fondateur du  monastère de Simonos Petra au  mont Athos.
C'est un saint des Églises orthodoxes célébré localement le 28 décembre,.

## Histoire et tradition
Reclus dans une grotte non loin de l'actuel monastère, saint Simon vit une étoile durant une nuit de décembre. Cette étoile vint se placer au-dessus du rocher vertigineux situé en face de son ermitage. 
Considérant tout d'abord qu'il était victime d'une illusion, le saint ne prêta pas attention au phénomène. Mais lorsque l'étoile réapparut toutes les nuits jusqu'à Noël et brilla cette nuit-là semblable à celle que suivirent les mages, saint Simon considéra finalement qu'il avait reçu un signe du ciel. 
Il  entreprit alors, sur ce rocher, la construction d'un monastère qui devait être appelé « la Nouvelle Bethléem » et qu'il dédia à la Nativité du Christ.